# Liste des fontaines du 3e arrondissement de Paris

Cet article recense les fontaines du 3e arrondissement de Paris, en France.

## Statistiques
Le 3e arrondissement de Paris compte 11 fontaines permettant une alimentation en eau potable (comprenant 5 fontaines Wallace, dont 3 grands modèles) et une dizaine de fontaines monumentales ou ornementales dont l'eau n'est pas forcément potable, ni même en activité.
Six fontaines sont protégées au titre des monuments historiques : les fontaines 
- Boucherat[2],
- des Haudriettes[3]
- et de Joyeuse[4],
- les restes de la fontaine de la Charité[5]
- et deux anciennes fontaines, fontaine de l'Hôtel de Villeflix au 72 rue des Archives[6]
- et la fontaine du Vert bois du musée des arts et métiers[7].

## Liste
| Fontaine                                                          | Localisation                                             | Coordonnées                 | Auteur(s)                                                                                   | Date        | Illus. |
| ----------------------------------------------------------------- | -------------------------------------------------------- | --------------------------- | ------------------------------------------------------------------------------------------- | ----------- | ------ |
| Fontaine des arts et métiers (bassin nord)                        | Square Émile-Chautemps                                   | 48° 52′ 02″ N, 2° 21′ 14″ E | Gabriel Davioud (architecte) Charles-Alphonse Gumery (sculpteur) Michel Liénard (sculpteur) | 1860        |        |
| Fontaine des arts et métiers (bassin sud)                         | Square Émile-Chautemps                                   | 48° 52′ 01″ N, 2° 21′ 13″ E | Gabriel Davioud (architecte) Auguste-Louis Ottin (sculpteur) Michel Liénard (sculpteur)     | 1860        |        |
| Fontaine Boucherat                                                | 70 rue Charlot 133 rue de Turenne Place Olympe-de-Gouges | 48° 51′ 52″ N, 2° 21′ 52″ E | Jean Beausire (architecte)                                                                  | 1699        |        |
| Fontaine de la Charité                                            | 48 rue de Sévigné                                        | 48° 51′ 27″ N, 2° 21′ 48″ E | Louis-Simon Bralle (architecte) Augustin Félix Fortin (sculpteur)                           | 1806        |        |
| Fontaine des Haudriettes                                          | Place Patrice-Chéreau                                    | 48° 51′ 40″ N, 2° 21′ 29″ E | Pierre-Louis Moreau-Desproux (architecte) Pierre-Philippe Mignot (sculpteur)                | 1764        |        |
| Fontaine de l'Hôtel de Villeflix                                  | 72 rue des Archives                                      | 48° 51′ 44″ N, 2° 21′ 34″ E |                                                                                             |             |        |
| Fontaine de Joyeuse ou Fontaine Saint-Louis ou Fontaine de l'Ourq | 41 rue de Turenne                                        | 48° 51′ 26″ N, 2° 21′ 52″ E | Isidore-Romain Boitel                                                                       | 1847        |        |
| Fontaine du musée Picasso                                         | Rue des Coutures-Saint-Gervais Jardin du musée Picasso   | 48° 51′ 36″ N, 2° 21′ 42″ E | Roland Simounet (architecte)                                                                | 1985        |        |
| Fontaine de Paradis ou Fontaine du Chaume ou Fontaine de Soubise  | Rue des Francs-Bourgeois Rue des Archives                | 48° 51′ 36″ N, 2° 21′ 25″ E | Augustin Guillain Reconstruite par Jean Beausire (architecte)                               | 1636, 1705  |        |
| Fontaine du Vert bois ou Fontaine Saint-Martin                    | Rue du Vertbois Rue Saint-Martin                         | 48° 52′ 03″ N, 2° 21′ 18″ E | Pierre Bullet (architecte)                                                                  | 1712        |        |
| Cascade du square du Temple                                       | Square du Temple                                         | 48° 51′ 52″ N, 2° 21′ 39″ E |                                                                                             | 1900        |        |
| Fontaine Wallace                                                  | Square Émile-Chautemps                                   | 48° 52′ 02″ N, 2° 21′ 11″ E | Charles-Auguste Lebourg (sculpteur)                                                         | XIXe siècle |        |
| Fontaine Wallace                                                  | Place Nathalie-Lemel                                     | 48° 51′ 53″ N, 2° 21′ 48″ E | Charles-Auguste Lebourg (sculpteur)                                                         | XIXe siècle |        |
| Fontaine Wallace                                                  | Passage du Pont-aux-Biches Rue Notre-Dame-de-Nazareth    | 48° 52′ 03″ N, 2° 21′ 31″ E | Charles-Auguste Lebourg (sculpteur)                                                         | XIXe siècle |        |
| Fontaine Wallace (petit modèle)                                   | 9 place de la République                                 |                             | Charles-Auguste Lebourg (sculpteur)                                                         | XIXe siècle |        |
| Fontaine Wallace (petit modèle)                                   | 19 place de la République                                | 48° 52′ 04″ N, 2° 21′ 46″ E | Charles-Auguste Lebourg (sculpteur)                                                         | XIXe siècle |        |